# Stenohya papillata
Espèce
Stenohya papillata est une espèce de pseudoscorpions de la famille des Neobisiidae.

## Distribution
Cette espèce est endémique du Hunan en Chine. Elle se rencontre dans le xian de Suining.

## Description
Les mâles mesurent de 4,00 à 4,53 mm et les femelles de 3,77 à 6,12 mm.

## Systématique et taxinomie
Cette espèce a été décrite par Zhao, Guo et Zhang en 2024.

## Publication originale
- Zhao, Guo & Zhang, 2024 : « Three new Stenohya species with sexually dimorphic leg I from China (Pseudoscorpiones, Neobisiidae). » ZooKeys, vol. 1204, p. 105–133 (texte intégral).